# Tichomir
Tichomir (bulgariska: Тихомир) är ett distrikt i Bulgarien.   Det ligger i kommunen Obsjtina Kirkovo och regionen Kărdzjali, i den södra delen av landet, 240 km sydost om huvudstaden Sofia.